# 鈴木智 (俳優)
鈴木 智（すずき とも、1934年6月7日 - 2018年7月10日）は、宮城県出身の俳優。劇団民藝所属。
東京都立明正高等学校（現在の東京都立芦花高等学校）出身。1956年、『遠い凱歌』で初舞台を踏み、映画やテレビドラマにも出演した。身長190cm。特技は狂言。2018年7月10日午前11時、両肺の胸膜炎・呼吸不全のため東京・世田谷区内の病院で死去した。享年84歳。

## 出演作品

### 映画
- 天国と地獄（1963年、東宝） - 小池刑事
- 一万三千人の容疑者（1966年、東映東京） - 一郎
- 斬られの仙太（1969年、東宝）
- 天狗党（1969年、大映京都） - 井上八郎
- 金環蝕（1975年、東宝）
- 超高層ホテル殺人事件（1976年、松竹） - 竹原一夫
- 別れ道（1985年、岩波映画）

### テレビドラマ
- NHK大河ドラマ（NHK）
  - 新・平家物語（1972年） - 北條宗時
  - 黄金の日日（1978年） - 和田惟政
  - 峠の群像（1982年） - 浪人
  - いのち（1986年） - 弘田
- 荒野の用心棒 第26話「火薬輸送に兇弾が炸裂して・・・」（1973年、NET / 三船プロダクション） - 太田備後守
- どてらい男 死闘篇（1976年、CX / 関西テレビ） - 川崎弁護士
- 松本清張シリーズ・天城越え（1978年、NHK） - 江藤署長
- ザ・サスペンス 第43話「ママが…!　子どもは60回電話をかける」（1983年、TBS）
- 宮本武蔵（1984年、NHK） - 庄田喜左衛門
- 雨ふりお月さん 私に日本語下さい（1984年10月27日、NHK） - 石川栄一
- 影の軍団 幕末編（1985年、関西テレビ / 東映） - 安藤対馬守
- 名奉行 遠山の金さん 第2シリーズ 第17話「仮面の女盗賊半平を狙う」（1989年、テレビ朝日 / 東映）
- 忠臣蔵 風の巻・雲の巻（1991年、CX） - 田村右京大夫

### テレビアニメ
- 日本名作童話シリーズ 赤い鳥のこころ（ナレーター）

### 舞台
- 『遠い凱歌』（1956年）
- 『夜明け前』（1980年）
- 『粉本楢山節考』（1993年）
- 『私を忘れないで』
- 『どちらの側に立つか』（1998年）
- 『アルベルト・シュペーア』（2002年）
- 『火山灰地』（2005年） - 唐沢克己
- 『審判』（2006年） - 主席検察官
- 『安全牌』（2006年） - 河合鉄三 ※稽古場
- 『喜劇の殿さん』（2006年） - 白根
- 『坐漁荘の人びと』（2007年） - 谷村弥十郎
- 『巨匠』（2010年） - ゲシュタポ
- 『どろんどろん』（2010年） - 長谷川勘兵衛
- 『冬の花 ヒロシマのこころ』（2012年） - 門田仙吉
- 『夏・南方のローマンス』（2013年） - 参謀